# Les Balmes (Tavertet)
Les Balmes és un mas a poc més d'un km a l'oest del nucli de Tavertet (Osona) catalogat a l'Inventari del Patrimoni Arquitectònic de Catalunya.

## Arquitectura
Masia de planta rectangular coberta a dues vessants amb el carener paral·lel a la façana situada a ponent. En aquesta façana hi ha un gran annex que és un porxo cobert també a dues vessants i que consta de planta i primer pis, on es troba el porxo. El cos principal consta de planta i dos pisos. A la façana principal hi ha el portal d'entrada d'arc de mig punt adovellat, aquest estableix l'eix de simetria que ordena la façana. La façana sud presenta un portal allindat i al costat una finestra i, en la resta de nivells, dos finestres a cada pis alineades amb les obertures de la planta baixa. Totes les obertures tenen els emmarcaments de pedra picada. No hi ha cap llinda datada ni cap inscripció en tot l'edifici però hi ha una finestra esculturada a la façana sud.

## Història
Masia sense documentació. Es troba registrada en els fogatges del "Castell y terme de Tavertet fogajat a 5 de octubre 1553 per Joan Montells balle, Pere Closes y Climent Parareda promens com apar en cartes 223" on consta un tal "Genis Balmes" que pel seu nom es pot relacionat amb aquesta masia, malgrat no en tinguem documentació.